# Margaret Weis

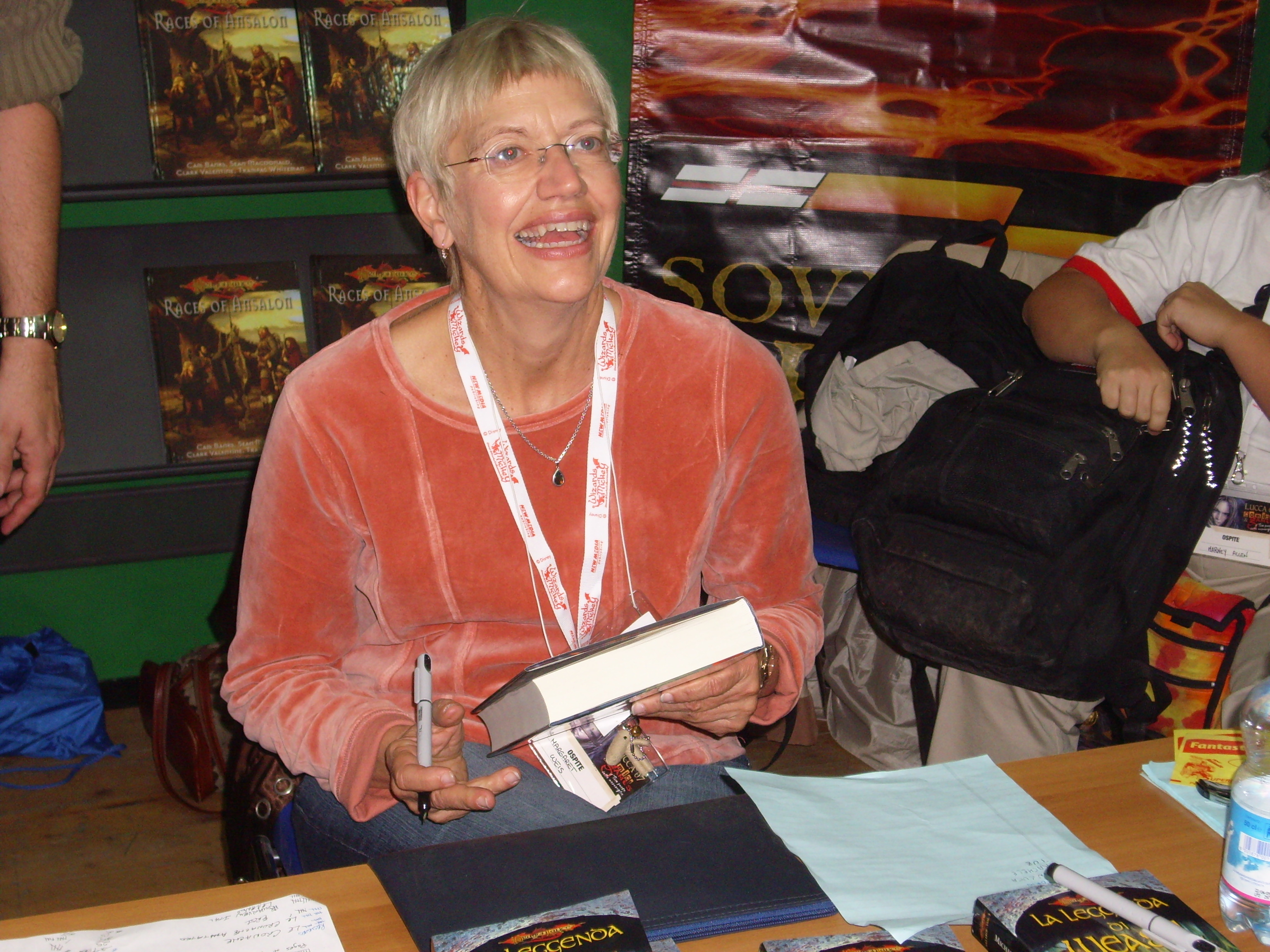
Margaret Weis, november 2007

Margaret Edith Weis (Independence (Missouri), 16 maart 1948) is een Amerikaans schrijfster van epische fantasy, vooral bekend voor Dragonlance en haar samenwerking met Tracy Hickman. 

## Jeugd
Weis werd geboren in Independence, Missouri en studeerde af aan de Universiteit van Missouri. Toen ze op college zat kwam ze in aanraking met fantasy, en dan vooral door toedoen van de Britse schrijver en universitair professor J.R.R. Tolkien. 
In de jaren 70 en 80 schreef Weis verschillende kinderboeken, waaronder een biografie over de bandieten Jesse en Frank James. Ze schreef ook over computeranimatie, robots en de geschiedenis van Thanksgiving.

### Dragonlance
Kronieken (Chronicles) (met Tracy Hickman):
- 1984 - Draken van de herfstschemer (Dragons of Autumn Twilight)
- 1985 - Draken van de winternacht (Dragons of Winter Night)
- 1985 - Draken van de lentedooi (Dragons of Spring Dawning)

Legenden (Legends) (met Tracy Hickman):
- 1986 - Het tijdperk van de tweeling (Time of the Twins)
- 1986 - De strijd van de tweeling (War of the Twins)
- 1986 - De beproeving van de tweeling (Test of the Twins)
- 1995 - The Second Generation
- 1996 - Dragons of Summer Flame

Kang's Regiment:
- 1996 - The Doom Brigade
- 2000 - Draconian Measures

The Raistlin Chronicles:
- 1998 - The Soulforge
- 1999 - Brothers in Arms

De oorlog der zielen (The War of Souls) (met Tracy Hickman):
- 2000 - Draken van een gevallen zon (Dragons of a Fallen Sun)
- 2001 - Draken van een verloren ster (Dragons of a Lost Star)
- 2002 - Draken van een verdwenen maan (Dragons of a Vanished Moon)

The Dark Disciple:
- 2004 - Amber and Ashes
- 2006 - Amber and Iron
- 2008 - Amber and Blood

The Lost Chronicles:
- 2006 - Dragons of the Dwarven Depths
- 2007 - Dragons of the Highlord Skies
- 2009 - Dragons of the Hourglass Mage

Drakenschepen (met Tracy Hickman):
- 2008 - De Beenderen van de draak (Bones of the Dragon)
- 2010 - Het Geheim van de draak (Secrets of the dragon)
- 2012 - De Furie van de draak (Rage of the Dragon)
- 2016 - Niet vertaald naar het Nederlands (Doom of the Dragon)

### Andere werken
Endless Quest
- 1984 - The Endless Catacombs

Het doodszwaard (Darksword) (met Tracy Hickman)
- 1987 - De schepping van het doodszwaard (Forging the Darksword)
- 1988 - De doem van het doodszwaard (Doom of the Darksword)
- 1988 - De triomf van het doodszwaard (Triumph of the Darksword)
- 1997 - De Erfenis van het doodszwaard  (Legacy of the Darksword)

De roos van de profeet (Rose of the Prophet) (met Tracy Hickman)
- 1988 - Het bevel van de zwerver (The Will of the Wanderer)
- 1989 - De Paladijn van de nacht (Paladin of the Night)
- 1989 - De profeet van Akhran (The Prophet of Akhran)

Star of the Guardians
- 1990 - The Lost King
- 1991 - King's Test
- 1991 - King's Sacrifice
- 1993 - Ghost Legion

De Poort des Doods (The Death Gate Cycle) (met Tracy Hickman)
- 1990 - Drakevleugel (Dragon Wing)
- 1991 - Elfenster (Elven Star)
- 1992 - Vuurzee (Fire Sea)
- 1993 - Toverslang (Serpent Mage)
- 1993 - Chaosschepper (The Hand of Chaos)
- 1994 - Dwaalwegen (Into the Labyrinth)
- 1995 - Meesterpoort (The Seventh Gate)

Mag Force 7
- 1995 - The Knights of the Black Earth
- 1996 - Robot Blues
- 1997 - Hung Out

Starshield
- 1996 - Starshield: Sentinels
- 1998 - Nightsword

Dragon's Disciple
- 1998 - Dark Heart

De verheven Steen (Sovereign Stone) (met Tracy Hickman)
- 2000 - Bron van duisternis (Well of Darkness)
- 2001 - Wachters van de leegte (Guardians of the Lost)
- 2003 - Reis voorbij het einde (Journey into the Void)

Drakenvald
- 2003 - Drakenvrouwe (Mistress of Dragons)
- 2004 - Drakenzoon (The Dragon's Son)
- 2005 - Drakenmeester (Master of Dragons)